# Galisyjczycy
Galisyjczycy (galic. Galegos) – grupa etniczna zamieszkująca Galicję w Hiszpanii. Duże skupiska znajdują się także w zachodniej Asturii, Leónie i Zamorze oraz Madrycie. Jest ich ponad 3 mln (1985). Posługują się językiem galicyjskim. Wyznają katolicyzm (schrystianizowani w VI wieku). 
Ich przodkami byli starożytni Galajkowie, w których etnogenezie najważniejszą rolę odegrali Celtowie, zromanizowani w II wieku p.n.e.–IV wieku n.e. Znaczny zakres samodzielności zachowali do XVI wieku. W 1981 Galicja uzyskała autonomię. W XVI–XX wieku występowała duża emigracja. W średniowieczu kultura galicyjska rozwijała się wspólnie z portugalską. Rozkwit kultury galicyjskiej miał miejsce w późnym średniowieczu, potem występowała stopniowa hispanizacja. Od połowy wieku XIX zauważyć można powolne odrodzenie kulturowe. 